# Трубина, Марфа Дмитриевна
Марфа Дмитриевна Трубина (чув. Трубина Мархви; 2 сентября 1888, Байгулово, Казанская губерния — 27 ноября 1956, там же) — чувашская детская писательница, Заслуженный учитель школы РСФСР. Автор более 30 книг прозы и стихов.

## Происхождение
Родилась в бедной крестьянской семье. В 9-летнем возрасте лишилась отца, испытала все трудности крестьянской жизни. 

В 1902 году окончила начальную школу, окончила женское отделение Симбирской чувашской учительской школы (1907) и женские педагогические курсы при ней (1909).

Работала учительницей в Булдеевском, Байгуловском, Имбюртинском земских училищах (1909—1917), Байгуловском двухклассном училище (1917—1928) Чебоксарского уезда, в Карачевской (1928—1932) и Байгуловской (1932—1956) сельских школах Козловского района. В 1925—1926 годах трудилась в Чебоксарской школе-коммуне.

### Литературное творчество
Литературой Марфа Дмитриевна стала заниматься ещё в Симбирской чувашской школе. Инспектор Симбирской чувашской учительской школы И. Я. Яковлев заметил литературные произведения своей ученицы и, одобрив их, посоветовал продолжить писать. 

Первое своё творение — стихотворение «Над колыбелью» — М. Турбина напечатала в мае 1917 года в газете «Чебоксарская правда». 

В 1919 году вышел первый собранный Марфой Турбиной сборник чувашских песен и сказок.

За период с 1921 по 1929 годы М. Трубина написала более тридцати стихотворений, но наиболее полно талант литератора проявился в прозе.

## Семья
Дети: Татьяна (1922), Николай (1923, пропал без вести в 1942 году), Борис (1926—1945)

## Произведения
- Стихотворение «Над колыбелью» (1917)
- Рассказ «Вăпăр» (Упырь, 1927),
- Рассказ «Хăнаран» (Из гостей, 1930)
- Рассказ «Шĕшкĕ» (Орешник, 1958)

### Повести
- «Мучар» (1933)
- «Хÿтĕ вырăнта» (В укромном месте, 1940)
- «Асăнмалăх, савăнмалăх» (На радость, на счастье, 1953)
- «Ача чухнехи» («Детство») (1956)[4].

## Награды и звания
- Орден Ленина
- Медаль «За трудовое отличие»
- Медаль «За доблестный труд в Великой Отечественной войне 1941—1945 гг.»
- Член Союза писателей СССР (с 1934 года)
- Заслуженный учитель школы ЧАССР (1944)[4]
- заслуженный учитель школы РСФСР (1951)[4]

## Память
- В честь М. Трубиной названы улицы на её родине — в селе Байгулово и в Калининском районе Чебоксар[6].
- Имя Марфы Трубиной с 1971 года носит Центр семейного чтения (детская библиотека) в Чебоксарах[7].